# Rita Marley
Alpharita Constantia Marley Anderson (25 de julio de 1946), conocida como Rita Marley, es una cantante de reggae jamaiquina. Algunas fuentes señalan que nació en Santiago de Cuba; sin embargo, tanto su suegra, Cedella Booker, como la propia Rita Marley han puesto en duda esa información, sugiriendo que en realidad habría nacido en Jamaica. 

## Biografía
Su familia pronto se trasladó al barrio de Trenchtown en Kingston. Rita cantaba en el trío The Soulettes a mediados de los años 60 cuando conoció a Bob Marley. Se casaron en 1966 y comenzó a hacer los coros de grupo de su marido, los I Threes. Rita y Bob tuvieron 4 hijos juntos. Ya, desde que estaban prometidos, Rita se convirtió al movimiento rastafari después de presenciar la visita de Haile Selassie a Kingston el 21 de abril de 1966.
El cantante dejó de cohabitar con Rita cuando le llegó la fama mundial, trasladándose a una mansión en Kingston, donde vivió con diversas amantes de clase media o alta -una de ellas llegó a convertirse en Miss Mundo- que despreciaban a la esposa por ser de color negro. Aun así, Rita se ocupó de criar a algunos de los hijos procedentes de esas relaciones.
Después de la muerte de Bob Marley, comenzó la carrera en solitario de Rita, grabando algunos álbumes con cierto éxito en el Reino Unido. Fue la albacea del legado de Bob Marley como viuda y administró la herencia a sus hijos durante su minoría de edad. Rita también apoyó el debut en la música de su hijo Ziggy Marley.
En 1998, fundó la Fundación Rita Marley de ayuda en África como extensión de la Fundación Bob Marley, fundada por su marido.
En 2004, Rita dictó una autobiografía a la escritora Hettie Jones, No woman, no cry, que describe una pobreza inimaginable: Marley ya era reconocido en Jamaica, como parte de los Wailers, pero la pareja vivía en una choza; Bob solo tenía un par de calzoncillos, que Rita lavaba cada noche. No woman, no cry retrata a un Bob nada ejemplar, aunque menos desalmado que sus amigos, capaces de saquear la taquilla de un concierto benéfico pensado para construir una escuela rasta. También cuenta las diversas infidelidades de su marido y el hecho violento que tras su separación fue violada por el cantante, naciendo de esto su último hijo. No obstante, Rita hacía una distinción clara entre el mensaje rastafariano del difunto, que ella suscribe, y su comportamiento como ser humano.
En enero de 2007, las autoridades jamaicanas se opusieron a que Rita Marley exhumara los restos de su marido, Bob Marley, para enterrarlos en Shashamane, una localidad de Etiopía donde reside una comunidad de rastas jamaicanos a los que el emperador Haile Selassie cedió tierras. Para el Gobierno de Jamaica, la decisión fue un insulto nacional y una zancadilla económica: Bob es su ciudadano más reconocido universalmente, y su tumba se ha convertido en una de las principales atracciones turísticas de la isla. Rita recordó que, en Jamaica, Bob fue encarcelado por posesión de marihuana y sufrió un intento de asesinato.
En febrero de 2005, Rita se encargó de colaborar con el desarrollo de conciertos y otras actividades en Addis Abeba, la capital del Etiopía, alrededor del sexagésimo aniversario del nacimiento de Bob.
Rita vive en Ghana, donde mantiene un estudio para nuevos valores de la música africana y sigue involucrada con la labor benéfica de su fundación con diferentes proyectos de ayuda.

## Discografía
- 1980: Rita Marley
- 1981: Who Feels It Knows It
- 1988: Harambe (Working Together for Freedom)
- 1988: We Must Carry on
- 1990: Beauty of God's
- 1990: Good Girls Cult
- 1990: One Draw
- 2003: Sings Bob Marley...and Friends
- 2004: Play Play
- 2005: Sunshine After Rain
- 2006: Gifted Fourteen Carnation